# 1. Bundesliga 2022-2023 (maschile)
La 1. Bundesliga 2022-2023, 32ª edizione della massima serie del campionato tedesco di pallavolo maschile si è svolta dall'8 ottobre 2022 al 6 maggio 2023: al torneo hanno partecipato nove squadre di club tedesche e la vittoria finale è andata per la tredicesima volta, la settima consecutiva, allo Charlottenburg.

## Regolamento

### Formula
La formula ha previsto:
- Regular season, disputata con girone all'italiana, con gare di andata e ritorno, per un totale di diciotto giornate;
- Turno intermedio, con le squadre divise in due gruppi: il gruppo A formato dalla squadre classificate ai primi quattro posti della classifica e il gruppo B con le restanti squadre. Ciascun gruppo si è disputato con un girone all'italiana, con gare di andata e ritorno, per un totale di sei giornate; le squadre hanno ricevuto punti aggiuntivi in base al posizionamento in regular season: 10 punti alla quinta classificata, 8 punti alla prima e alla sesta classificata, 6 punti alla seconda e alla settima, 4 punti alla terza e all'ottava e 2 punti alla quarta e alla nona. Nel gruppo B, la squadra federale dell'Olympia Berlino ha incontrato le altre formazioni una sola volta e non ha avuto accesso ai play-off scudetto;
- Play-off scudetto, strutturati in:
  - Quarti di finale, giocati al meglio di due vittorie su tre gare;
  - Semifinali e finale, giocate al meglio di tre vittorie su cinque gare[3].

### Criteri di classifica
Se il risultato finale è stato di 3-0 o 3-1 sono stati assegnati 3 punti alla squadra vincente e 0 a quella sconfitta, se il risultato finale è stato di 3-2 sono stati assegnati 2 punti alla squadra vincente e 1 a quella sconfitta.
L'ordine del posizionamento in classifica è stato definito in base a:
- Punti;
- Numero di vittorie;
- Ratio dei set vinti/persi;
- Ratio dei punti realizzati/subiti;
- Risultati degli scontri diretti[4].

## Squadre partecipanti
Hanno partecipato al campionato nove squadre di club tedesche: il Rüsselsheim non ha ottenuto il rinnovo della licenza per la 1. Bundesliga, mentre la squadra federale dell'Olympia Berlino ha partecipato grazie ad un diritto speciale.
| Club            | Stagione | Città                  | Impianto            | Stagione precedente                                     |
| --------------- | -------- | ---------------------- | ------------------- | ------------------------------------------------------- |
| Charlottenburg  | dettagli | Berlino                | Max-Schmeling-Halle | 1ª in 1. Bundesliga; campione di Germania               |
| Dürener         | dettagli | Düren                  | Arena Kreis Düren   | 2ª in 1. Bundesliga; semifinali play-off scudetto       |
| Friedrichshafen | dettagli | Friedrichshafen        | Spacetech Arena     | 4ª in 1. Bundesliga; finale play-off scudetto           |
| Giesen          | dettagli | Giesen                 | Volksbank-Arena     | 8ª in 1. Bundesliga; quarti di finale play-off scudetto |
| Herrsching      | dettagli | Herrsching am Ammersee | Audi Dome           | 7ª in 1. Bundesliga; quarti di finale play-off scudetto |
| Lüneburg        | dettagli | Luneburgo              | LKH Arena           | 5ª in 1. Bundesliga; quarti di finale play-off scudetto |
| Netzhoppers     | dettagli | Königs Wusterhausen    | Landkost-Arena      | 6ª in 1. Bundesliga; quarti di finale play-off scudetto |
| Olympia Berlino | dettagli | Berlino                | Sportforum Berlin   | 13ª in 2. Bundesliga (girone nord)                      |
| Unterhaching    | dettagli | Unterhaching           | Geothermie Arena    | 9ª in 1. Bundesliga                                     |

## Torneo

### Regular season

#### Risultati
| Prima giornata |                               |                 |                                   |
|                |                               |                 |                                   |
| Riposa:        | Friedrichshafen               | Friedrichshafen | Friedrichshafen                   |
| 09-10          | Unterhaching - Charlottenburg | 0-3             | 21-25, 15-25, 26-28               |
| 08-10          | Herrsching - Dürener          | 3-1             | 17-25, 25-17, 25-20, 25-20        |
| 09-10          | Lüneburg - Olympia Berlino    | 3-0             | 25-9, 25-15, 25-18                |
| 08-10          | Netzhoppers - Giesen          | 2-3             | 26-28, 25-18, 23-25, 25-20, 10-15 |

| Seconda giornata |                                  |          |                            |
|                  |                                  |          |                            |
| Riposa:          | Lüneburg                         | Lüneburg | Lüneburg                   |
| 16-10            | Olympia Berlino - Herrsching     | 1-3      | 16-25, 25-22, 18-25, 23-25 |
| 15-10            | Dürener - Netzhoppers            | 3-0      | 25-18, 25-19, 25-19        |
| 15-10            | Giesen - Unterhaching            | 3-0      | 25-14, 25-12, 25-18        |
| 16-10            | Charlottenburg - Friedrichshafen | 3-1      | 24-26, 30-28, 25-16, 25-22 |

| Terza giornata |                                |            |                                   |
|                |                                |            |                                   |
| Riposa:        | Herrsching                     | Herrsching | Herrsching                        |
| 19-10          | Unterhaching - Friedrichshafen | 0-3        | 20-25, 17-25, 16-25               |
| 26-10          | Lüneburg - Charlottenburg      | 1-3        | 25-27, 27-25, 19-25, 29-31        |
| 19-10          | Giesen - Dürener               | 2-3        | 16-25, 25-19, 23-25, 25-22, 10-15 |
| 20-10          | Netzhoppers - Olympia Berlino  | 3-0        | 25-12, 25-17, 25-16               |

| Quarta giornata |                             |             |                            |
|                 |                             |             |                            |
| Riposa:         | Netzhoppers                 | Netzhoppers | Netzhoppers                |
| 26-10           | Olympia Berlino - Giesen    | 0-3         | 21-25, 18-25, 17-25        |
| 22-10           | Dürener - Unterhaching      | 3-0         | 25-15, 25-19, 25-16        |
| 08-12           | Friedrichshafen - Lüneburg  | 3-1         | 20-25, 25-20, 25-22, 25-20 |
| 22-10           | Charlottenburg - Herrsching | 3-0         | 25-22, 25-15, 25-21        |

| Quinta giornata |                              |        |                            |
|                 |                              |        |                            |
| Riposa:         | Giesen                       | Giesen | Giesen                     |
| 30-10           | Unterhaching - Lüneburg      | 0-3    | 20-25, 21-25, 13-25        |
| 29-10           | Herrsching - Friedrichshafen | 0-3    | 22-25, 21-25, 18-25        |
| 30-10           | Dürener - Olympia Berlino    | 3-0    | 25-14, 25-20, 25-18        |
| 30-10           | Netzhoppers - Charlottenburg | 1-3    | 27-29, 21-25, 25-21, 22-25 |

| Sesta giornata |                                |         |                                   |
|                |                                |         |                                   |
| Riposa:        | Dürener                        | Dürener | Dürener                           |
| 13-11          | Olympia Berlino - Unterhaching | 0-3     | 16-25, 21-25, 25-27               |
| 13-11          | Lüneburg - Herrsching          | 3-2     | 21-25, 24-26, 26-24, 25-20, 15-13 |
| 12-11          | Friedrichshafen - Netzhoppers  | 3-0     | 25-20, 25-22, 25-22               |
| 12-11          | Charlottenburg - Giesen        | 3-0     | 25-14, 25-12, 25-20               |

| Settima giornata |                           |                 |                                   |
|                  |                           |                 |                                   |
| Riposa:          | Olympia Berlino           | Olympia Berlino | Olympia Berlino                   |
| 20-11            | Unterhaching - Herrsching | 0-3             | 18-25, 21-25, 14-25               |
| 19-11            | Dürener - Charlottenburg  | 1-3             | 10-25, 25-18, 20-25, 24-26        |
| 19-11            | Giesen - Friedrichshafen  | 2-3             | 25-21, 33-35, 27-25, 23-25, 11-15 |
| 20-11            | Netzhoppers - Lüneburg    | 0-3             | 11-25, 20-25, 18-25               |

| Ottava giornata |                                  |              |                            |
|                 |                                  |              |                            |
| Riposa:         | Unterhaching                     | Unterhaching | Unterhaching               |
| 25-11           | Herrsching - Netzhoppers         | 3-1          | 25-22, 29-27, 22-25, 25-21 |
| 26-11           | Lüneburg - Giesen                | 3-1          | 25-27, 25-21, 25-17, 26-24 |
| 26-11           | Friedrichshafen - Dürener        | 3-0          | 25-22, 25-14, 25-23        |
| 26-11           | Charlottenburg - Olympia Berlino | 3-0          | 25-17, 25-23, 25-16        |

| Nona giornata |                                   |                |                                   |
|               |                                   |                |                                   |
| Riposa:       | Charlottenburg                    | Charlottenburg | Charlottenburg                    |
| 03-12         | Olympia Berlino - Friedrichshafen | 0-3            | 24-26, 25-27, 15-25               |
| 03-12         | Dürener - Lüneburg                | 1-3            | 25-22, 20-25, 21-25, 23-25        |
| 30-11         | Giesen - Herrsching               | 3-1            | 26-24, 25-22, 21-25, 25-22        |
| 04-12         | Netzhoppers - Unterhaching        | 3-2            | 25-16, 25-16, 21-25, 24-26, 15-11 |

| Decima giornata |                               |                 |                            |
|                 |                               |                 |                            |
| Riposa:         | Friedrichshafen               | Friedrichshafen | Friedrichshafen            |
| 10-12           | Charlottenburg - Unterhaching | 3-0             | 25-14, 25-16, 25-14        |
| 11-12           | Dürener - Herrsching          | 3-0             | 25-19, 25-19, 25-20        |
| 11-12           | Olympia Berlino - Lüneburg    | 0-3             | 13-25, 11-25, 16-25        |
| 11-12           | Giesen - Netzhoppers          | 3-1             | 23-25, 25-20, 30-28, 25-19 |

| Undicesima giornata |                                  |          |                                   |
|                     |                                  |          |                                   |
| Riposa:             | Lüneburg                         | Lüneburg | Lüneburg                          |
| 16-12               | Herrsching - Olympia Berlino     | 3-0      | 25-16, 25-18, 25-20               |
| 18-12               | Netzhoppers - Dürener            | 1-3      | 16-25, 25-22, 17-25, 19-25        |
| 17-12               | Unterhaching - Giesen            | 1-3      | 22-25, 25-18, 17-25, 20-25        |
| 17-12               | Friedrichshafen - Charlottenburg | 3-2      | 29-27, 20-25, 25-23, 25-27, 15-12 |

| Dodicesima giornata |                                |            |                            |
|                     |                                |            |                            |
| Riposa:             | Herrsching                     | Herrsching | Herrsching                 |
| 27-12               | Friedrichshafen - Unterhaching | 3-0        | 25-13, 25-20, 25-17        |
| 04-01               | Charlottenburg - Lüneburg      | 3-1        | 21-25, 25-21, 25-14, 25-23 |
| 27-12               | Dürener - Giesen               | 3-1        | 25-19, 25-22, 18-25, 29-27 |
| 11-01               | Olympia Berlino - Netzhoppers  | 0-3        | 20-25, 17-25, 16-25        |

| Tredicesima giornata |                             |             |                                  |
|                      |                             |             |                                  |
| Riposa:              | Netzhoppers                 | Netzhoppers | Netzhoppers                      |
| 14-12                | Giesen - Olympia Berlino    | 3-0         | 25-21, 25-15, 25-16              |
| 30-12                | Unterhaching - Dürener      | 1-3         | 25-22, 13-25, 23-25, 15-25       |
| 30-12                | Lüneburg - Friedrichshafen  | 2-3         | 18-25, 27-25, 18-25, 26-24, 9-15 |
| 07-12                | Herrsching - Charlottenburg | 0-3         | 22-25, 19-25, 17-25              |

| Quattordicesima giornata |                              |        |                            |
|                          |                              |        |                            |
| Riposa:                  | Giesen                       | Giesen | Giesen                     |
| 08-01                    | Lüneburg - Unterhaching      | 3-0    | 25-20, 25-18, 25-20        |
| 07-01                    | Friedrichshafen - Herrsching | 1-3    | 22-25, 25-22, 19-25, 22-25 |
| 07-01                    | Olympia Berlino - Dürener    | 0-3    | 15-25, 18-25, 22-25        |
| 07-01                    | Charlottenburg - Netzhoppers | 3-0    | 25-16, 25-12, 25-17        |

| Quindicesima giornata |                                |         |                     |
|                       |                                |         |                     |
| Riposa:               | Dürener                        | Dürener | Dürener             |
| 15-01                 | Unterhaching - Olympia Berlino | 3-0     | 25-20, 25-23, 25-22 |
| 14-01                 | Herrsching - Lüneburg          | 0-3     | 23-25, 23-25, 16-25 |
| 14-01                 | Netzhoppers - Friedrichshafen  | 0-3     | 22-25, 16-25, 20-25 |
| 14-01                 | Giesen - Charlottenburg        | 3-0     | 25-20, 25-16, 25-22 |

| Sedicesima giornata |                           |                 |                            |
|                     |                           |                 |                            |
| Riposa:             | Olympia Berlino           | Olympia Berlino | Olympia Berlino            |
| 03-01               | Herrsching - Unterhaching | 3-1             | 25-23, 25-18, 26-28, 25-20 |
| 18-01               | Charlottenburg - Dürener  | 3-1             | 31-33, 27-25, 25-17, 25-20 |
| 18-01               | Friedrichshafen - Giesen  | 3-1             | 23-25, 25-19, 25-23, 25-22 |
| 18-01               | Lüneburg - Netzhoppers    | 3-1             | 25-19, 25-17, 22-25, 25-21 |

| Diciassettesima giornata |                                  |              |                                   |
|                          |                                  |              |                                   |
| Riposa:                  | Unterhaching                     | Unterhaching | Unterhaching                      |
| 21-01                    | Netzhoppers - Herrsching         | 1-3          | 25-19, 19-25, 17-25, 19-25        |
| 21-01                    | Giesen - Lüneburg                | 0-3          | 21-25, 18-25, 23-25               |
| 22-01                    | Dürener - Friedrichshafen        | 2-3          | 22-25, 26-24, 25-20, 17-25, 11-15 |
| 20-01                    | Olympia Berlino - Charlottenburg | 0-3          | 18-25, 14-25, 23-25               |

| Diciottesima giornata |                                   |                |                                   |
|                       |                                   |                |                                   |
| Riposa:               | Charlottenburg                    | Charlottenburg | Charlottenburg                    |
| 28-01                 | Friedrichshafen - Olympia Berlino | 3-0            | 25-18, 25-21, 25-19               |
| 28-01                 | Lüneburg - Dürener                | 2-3            | 20-25, 25-16, 13-25, 25-23, 11-15 |
| 28-01                 | Herrsching - Giesen               | 0-3            | 20-25, 21-25, 19-25               |
| 28-01                 | Unterhaching - Netzhoppers        | 3-2            | 25-18, 25-20, 14-25, 17-25, 15-12 |

#### Classifica
| Pos. | Squadra         | Pt | G  | V  | P  | SV | SP | Ratio | PF    | PS    | Ratio |
| ---- | --------------- | -- | -- | -- | -- | -- | -- | ----- | ----- | ----- | ----- |
| 1.   | Charlottenburg  | 43 | 16 | 14 | 2  | 44 | 12 | 3,667 | 1 385 | 1 157 | 1,197 |
| 2.   | Friedrichshafen | 38 | 16 | 14 | 2  | 44 | 16 | 2,750 | 1 434 | 1 276 | 1,124 |
| 3.   | Lüneburg        | 34 | 16 | 11 | 5  | 40 | 20 | 2,000 | 1 393 | 1 252 | 1,113 |
| 4.   | Dürener         | 29 | 16 | 10 | 6  | 36 | 25 | 1,440 | 1 381 | 1 285 | 1,075 |
| 5.   | Giesen          | 28 | 16 | 9  | 7  | 34 | 26 | 1,308 | 1 371 | 1 321 | 1,038 |
| 6.   | Herrsching      | 25 | 16 | 8  | 8  | 27 | 30 | 0,900 | 1 290 | 1 281 | 1,007 |
| 7.   | Netzhoppers     | 10 | 16 | 3  | 13 | 19 | 41 | 0,463 | 1 262 | 1 361 | 0,927 |
| 8.   | Unterhaching    | 9  | 16 | 3  | 13 | 14 | 41 | 0,341 | 1 059 | 1 306 | 0,811 |
| 9.   | Olympia Berlino | 0  | 16 | 0  | 16 | 1  | 48 | 0,021 | 891   | 1 227 | 0,726 |

Legenda:
      Qualificata al gruppo A del turno intermedio
      Qualificata al gruppo B del turno intermedio

### Turno intemedio

#### Gruppo A (1-4)

##### Risultati
| Prima giornata |                            |     |                            |
|                |                            |     |                            |
| 04-02          | Charlottenburg - Dürener   | 3-0 | 25-16, 26-24, 25-16        |
| 05-02          | Lüneburg - Friedrichshafen | 1-3 | 17-25, 22-25, 25-22, 20-25 |

| Seconda giornata |                           |     |                            |
|                  |                           |     |                            |
| 11-02            | Lüneburg - Charlottenburg | 3-0 | 25-21, 26-24, 25-21        |
| 12-02            | Friedrichshafen - Dürener | 1-3 | 25-22, 33-35, 24-26, 27-29 |

| Terza giornata |                                  |     |                            |
|                |                                  |     |                            |
| 19-02          | Charlottenburg - Friedrichshafen | 3-0 | 25-19, 25-20, 25-20        |
| 18-02          | Dürener - Lüneburg               | 3-1 | 23-25, 25-18, 31-29, 25-20 |

| Quarta giornata |                            |     |                            |
|                 |                            |     |                            |
| 03-03           | Dürener - Charlottenburg   | 1-3 | 25-21, 18-25, 19-25, 23-25 |
| 04-03           | Friedrichshafen - Lüneburg | 1-3 | 23-25, 25-22, 21-25, 18-25 |

| Quinta giornata |                           |     |                            |
|                 |                           |     |                            |
| 12-03           | Charlottenburg - Lüneburg | 3-0 | 27-25, 25-18, 25-19        |
| 12-03           | Dürener - Friedrichshafen | 3-1 | 20-25, 27-25, 25-23, 25-21 |

| Sesta giornata |                                  |     |                            |
|                |                                  |     |                            |
| 19-03          | Friedrichshafen - Charlottenburg | 3-1 | 25-21, 34-36, 25-20, 25-22 |
| 18-03          | Lüneburg - Dürener               | 3-1 | 23-25, 25-19, 25-19, 25-15 |

##### Classifica
| Pos. | Squadra         | Pt tot | Bonus | Pt | G | V | P | SV | SP | Ratio | PF  | PS  | Ratio |
| ---- | --------------- | ------ | ----- | -- | - | - | - | -- | -- | ----- | --- | --- | ----- |
| 1.   | Charlottenburg  | 20     | 8     | 12 | 6 | 4 | 2 | 13 | 7  | 1,857 | 489 | 447 | 1,094 |
| 2.   | Lüneburg        | 13     | 4     | 9  | 6 | 3 | 3 | 11 | 11 | 1,000 | 509 | 509 | 1,000 |
| 3.   | Friedrichshafen | 12     | 6     | 6  | 6 | 2 | 4 | 9  | 14 | 0,643 | 555 | 564 | 0,984 |
| 4.   | Dürener         | 11     | 2     | 9  | 6 | 3 | 3 | 11 | 12 | 0,917 | 532 | 565 | 0,942 |

Legenda:
      Qualificata ai play-off scudetto

#### Gruppo B (5-9)

##### Risultati
| Prima giornata |                           |     |                            |
|                |                           |     |                            |
| 04-02          | Netzhoppers - Giesen      | 0-3 | 20-25, 22-25, 18-25        |
| 03-02          | Herrsching - Unterhaching | 3-1 | 25-23, 25-15, 22-25, 25-16 |
| 05-02          | Olympia Berlino - Giesen  | 0-3 | 19-25, 16-25, 16-25        |

| Seconda giornata |                          |                 |                                   |
|                  |                          |                 |                                   |
| Riposa:          | Olympia Berlino          | Olympia Berlino | Olympia Berlino                   |
| 22-02            | Herrsching - Netzhoppers | 2-3             | 25-23, 13-25, 25-17, 23-25, 12-15 |
| 12-02            | Unterhaching - Giesen    | 0-3             | 15-25, 19-25, 19-25               |

| Terza giornata |                                |     |                                   |
|                |                                |     |                                   |
| 18-02          | Netzhoppers - Unterhaching     | 3-1 | 25-20, 25-20, 26-28, 25-22        |
| 18-02          | Giesen - Herrsching            | 2-3 | 25-23, 25-23, 24-26, 20-25, 11-15 |
| 19-02          | Olympia Berlino - Unterhaching | 0-3 | 23-25, 18-25, 23-25               |

| Quarta giornata |                           |                 |                     |
|                 |                           |                 |                     |
| Riposa:         | Olympia Berlino           | Olympia Berlino | Olympia Berlino     |
| 04-03           | Giesen - Netzhoppers      | 3-0             | 28-26, 26-24, 25-18 |
| 05-03           | Unterhaching - Herrsching | 0-3             | 23-25, 19-25, 19-25 |

| Quinta giornata |                              |     |                            |
|                 |                              |     |                            |
| 11-03           | Netzhoppers - Herrsching     | 1-3 | 25-13, 19-25, 23-25, 18-25 |
| 11-03           | Giesen - Unterhaching        | 3-0 | 25-18, 25-15, 25-22        |
| 13-03           | Olympia Berlino - Herrsching | 0-3 | 21-25, 10-25, 21-25        |

| Sesta giornata |                               |     |                            |
|                |                               |     |                            |
| 19-03          | Unterhaching - Netzhoppers    | 0-3 | 18-25, 15-25, 15-25        |
| 15-03          | Herrsching - Giesen           | 3-0 | 25-23, 30-28, 37-35        |
| 15-03          | Olympia Berlino - Netzhoppers | 1-3 | 21-25, 26-24, 19-25, 13-25 |

##### Classifica
| Pos. | Squadra         | Pt tot | Bonus | Pt | G | V | P | SV | SP | Ratio | PF  | PS  | Ratio |
| ---- | --------------- | ------ | ----- | -- | - | - | - | -- | -- | ----- | --- | --- | ----- |
| 5.   | Herrsching      | 26     | 8     | 18 | 7 | 6 | 1 | 20 | 7  | 2,857 | 637 | 573 | 1,112 |
| 6.   | Giesen          | 26     | 10    | 16 | 7 | 5 | 2 | 17 | 6  | 2,833 | 570 | 491 | 1,161 |
| 7.   | Netzhoppers     | 17     | 6     | 11 | 7 | 4 | 3 | 13 | 13 | 1,000 | 593 | 557 | 1,065 |
| 8.   | Unterhaching    | 7      | 4     | 3  | 7 | 1 | 6 | 5  | 18 | 0,278 | 461 | 562 | 0,820 |
| 9.   | Olympia Berlino | 2      | 2     | 0  | 4 | 0 | 4 | 1  | 12 | 0,083 | 246 | 324 | 0,759 |

      Qualificata ai play-off scudetto

### Play-off scudetto

#### Tabellone
|  | Quarti di finale | Quarti di finale | Quarti di finale | Quarti di finale | Quarti di finale |   |                | Semifinali | Semifinali | Semifinali | Semifinali | Semifinali | Semifinali | Semifinali |  |  | Finale | Finale | Finale | Finale | Finale | Finale | Finale |  |
|  |                  |                  |                  |                  |                  |   |                |            |            |            |            |            |            |            |  |  |        |        |        |        |        |        |        |  |
|  | 1                | Charlottenburg   | 3                | 3                |                  |   |                |            |            |            |            |            |            |            |  |  |        |        |        |        |        |        |        |  |
|  | 1                | Charlottenburg   | 3                | 3                |                  |   |                |            |            |            |            |            |            |            |  |  |        |        |        |        |        |        |        |  |
|  | 8                | Unterhaching     | 0                | 0                |                  |   |                |            |            |            |            |            |            |            |  |  |        |        |        |        |        |        |        |  |
|  | 8                | Unterhaching     | 0                | 0                |                  | 1 | Charlottenburg | 3          | 3          | 3          |            |            |            |            |  |  |        |        |        |        |        |        |        |  |
|  |                  |                  |                  |                  |                  | 1 | Charlottenburg | 3          | 3          | 3          |            |            |            |            |  |  |        |        |        |        |        |        |        |  |
|  |                  |                  | 4                | Dürener          | 1                | 1 | 1              |            |            |            |            |            |            |            |  |  |        |        |        |        |        |        |        |  |
|  | 4                | Dürener          | 4                | Dürener          | 1                | 1 | 1              | 3          | 3          |            |            |            |            |            |  |  |        |        |        |        |        |        |        |  |
|  | 4                | Dürener          |                  |                  |                  |   |                |            |            |            |            |            |            |            |  |  |        |        |        |        |        |        |        |  |
|  | 5                | Herrsching       | 1                | 0                |                  |   |                |            |            |            |            |            |            |            |  |  |        |        |        |        |        |        |        |  |
|  | 5                | Herrsching       | 1                | 0                |                  | 1 | Charlottenburg | 3          | 3          | 3          |            |            |            |            |  |  |        |        |        |        |        |        |        |  |
|  |                  |                  |                  |                  |                  |   |                |            |            |            |            |            |            |            |  |  |        |        |        |        |        |        |        |  |
|  |                  |                  | 2                | Friedrichshafen  | 1                | 0 | 1              |            |            |            |            |            |            |            |  |  |        |        |        |        |        |        |        |  |
|  | 2                | Lüneburg         | 2                | Friedrichshafen  | 1                | 0 | 1              | 3          | 3          |            |            |            |            |            |  |  |        |        |        |        |        |        |        |  |
|  | 2                | Lüneburg         |                  |                  |                  |   |                |            |            |            |            |            |            |            |  |  |        |        |        |        |        |        |        |  |
|  | 7                | Netzhoppers      | 1                | 1                |                  |   |                |            |            |            |            |            |            |            |  |  |        |        |        |        |        |        |        |  |
|  | 7                | Netzhoppers      | 1                | 1                |                  | 2 | Lüneburg       | 2          | 0          | 3          | 1          |            |            |            |  |  |        |        |        |        |        |        |        |  |
|  |                  |                  |                  |                  |                  | 2 | Lüneburg       | 2          | 0          | 3          | 1          |            |            |            |  |  |        |        |        |        |        |        |        |  |
|  |                  |                  | 3                | Friedrichshafen  | 3                | 3 | 0              | 3          |            |            |            |            |            |            |  |  |        |        |        |        |        |        |        |  |
|  | 3                | Friedrichshafen  | 3                | Friedrichshafen  | 3                | 3 | 0              | 3          | 2          | 3          | 3          |            |            |            |  |  |        |        |        |        |        |        |        |  |
|  | 3                | Friedrichshafen  |                  |                  |                  |   |                |            |            |            |            |            |            |            |  |  |        |        |        |        |        |        |        |  |
|  | 6                | Giesen           | 3                | 1                | 2                |   |                |            |            |            |            |            |            |            |  |  |        |        |        |        |        |        |        |  |

#### Risultati

##### Quarti di finale
| Gara 1 |                               |     |                                  |
|        |                               |     |                                  |
| 25-03  | Charlottenburg - Unterhaching | 3-0 | 25-16, 25-19, 25-10              |
| 25-03  | Lüneburg - Netzhoppers        | 3-1 | 25-14, 25-14, 21-25, 25-22       |
| 26-03  | Friedrichshafen - Giesen      | 2-3 | 20-25, 23-25, 25-13, 25-23, 7-15 |
| 26-03  | Dürener - Herrsching          | 3-1 | 23-25, 25-17, 25-21, 25-21       |

| Gara 2 |                               |     |                            |
|        |                               |     |                            |
| 02-04  | Unterhaching - Charlottenburg | 0-3 | 18-25, 20-25, 13-25        |
| 02-04  | Netzhoppers - Lüneburg        | 1-3 | 19-25, 25-19, 21-25, 27-29 |
| 01-04  | Giesen - Friedrichshafen      | 1-3 | 25-27, 25-21, 18-25, 23-25 |
| 04-04  | Herrsching - Dürener          | 0-3 | 18-25, 27-29, 21-25        |

| Gara 3 |                          |     |                                   |
|        |                          |     |                                   |
| 08-04  | Friedrichshafen - Giesen | 3-2 | 25-27, 25-23, 20-25, 25-14, 15-10 |

##### Semifinali
| Gara 1 |                            |     |                                   |
|        |                            |     |                                   |
| 12-04  | Charlottenburg - Dürener   | 3-1 | 16-25, 25-17, 25-23, 25-22        |
| 12-04  | Lüneburg - Friedrichshafen | 2-3 | 20-25, 25-17, 21-25, 25-19, 12-15 |

| Gara 2 |                            |     |                            |
|        |                            |     |                            |
| 15-04  | Dürener - Charlottenburg   | 1-3 | 20-25, 20-25, 25-19, 22-25 |
| 16-04  | Friedrichshafen - Lüneburg | 3-0 | 25-22, 25-23, 25-23        |

| Gara 3 |                            |     |                            |
|        |                            |     |                            |
| 19-04  | Charlottenburg - Dürener   | 3-1 | 25-22, 25-19, 16-25, 25-13 |
| 19-04  | Lüneburg - Friedrichshafen | 3-0 | 25-23, 25-19, 25-23        |

| Gara 4 |                            |     |                            |
|        |                            |     |                            |
| 23-04  | Friedrichshafen - Lüneburg | 3-1 | 25-20, 22-25, 25-17, 25-22 |

##### Finale
| Gara 1 |                                  |     |                            |
|        |                                  |     |                            |
| 01-05  | Charlottenburg - Friedrichshafen | 3-1 | 25-21, 25-22, 28-30, 25-19 |

| Gara 2 |                                  |     |                     |
|        |                                  |     |                     |
| 04-05  | Friedrichshafen - Charlottenburg | 0-3 | 18-25, 11-25, 16-25 |

| Gara 3 |                                  |     |                            |
|        |                                  |     |                            |
| 06-05  | Charlottenburg - Friedrichshafen | 3-1 | 25-18, 25-18, 16-25, 27-25 |

## Verdetti
| Squadra        | Qualificazione           |
| -------------- | ------------------------ |
| Charlottenburg | Champions League 2023-24 |
| Lüneburg       | Champions League 2023-24 |
| Dürener        | Coppa CEV 2023-24        |
| Giesen         | Challenge Cup 2023-24    |

## Statistiche
| Rendimento individuale | Rendimento individuale | Rendimento individuale | Rendimento individuale |
| Pos.                   | Nome                   | Punti                  | Squadra                |
| ---------------------- | ---------------------- | ---------------------- | ---------------------- |
| 1                      | Michał Superlak        | 487                    | Friedrichshafen        |
| 2                      | Marek Šotola           | 420                    | Charlottenburg         |
| 3                      | Jordan Ewert           | 414                    | Lüneburg               |
| 4                      | Tobias Brand           | 382                    | Dürener                |
| 5                      | Lorenz Karlitzek       | 312                    | Giesen                 |
| 6                      | Luciano Vicentín       | 309                    | Friedrichshafen        |
| 7                      | Sebastián Gevert       | 301                    | Dürener                |
| 8                      | Albert Hurt            | 280                    | Herrsching             |
| 9                      | Augusto Renato Colito  | 267                    | Giesen                 |
| 10                     | Anton Brehme           | 246                    | Charlottenburg         |

| Attacchi vincenti | Attacchi vincenti     | Attacchi vincenti | Attacchi vincenti |
| Pos.              | Nome                  | Punti             | Squadra           |
| ----------------- | --------------------- | ----------------- | ----------------- |
| 1                 | Michał Superlak       | 424               | Friedrichshafen   |
| 2                 | Jordan Ewert          | 352               | Lüneburg          |
| 3                 | Marek Šotola          | 337               | Charlottenburg    |
| 4                 | Tobias Brand          | 326               | Dürener           |
| 5                 | Lorenz Karlitzek      | 273               | Giesen            |
| 6                 | Sebastián Gevert      | 259               | Dürener           |
| 7                 | Luciano Vicentín      | 237               | Friedrichshafen   |
| 8                 | Augusto Renato Colito | 225               | Giesen            |
| 8                 | Albert Hurt           | 225               | Herrsching        |
| 10                | Philipp Schumann      | 203               | Unterhaching      |

| Muri vincenti | Muri vincenti          | Muri vincenti | Muri vincenti   |
| Pos.          | Nome                   | Punti         | Squadra         |
| ------------- | ---------------------- | ------------- | --------------- |
| 1             | Aleksandar Nedeljković | 60            | Friedrichshafen |
| 2             | Đorđe Ilić             | 57            | Herrsching      |
| 3             | Andre Brown            | 53            | Friedrichshafen |
| 4             | Maciej Borris          | 45            | Herrsching      |
| 5             | Jakob Günthör          | 44            | Giesen          |
| 6             | Yannick Goralik        | 43            | Netzhoppers     |
| 7             | Luciano Vicentín       | 42            | Friedrichshafen |
| 8             | Marcus Böhme           | 40            | Friedrichshafen |
| 8             | Luuc van der Ent       | 40            | Dürener         |
| 10            | Noah Baxpöhler         | 39            | Giesen          |

| Battute vincenti | Battute vincenti   | Battute vincenti | Battute vincenti |
| Pos.             | Nome               | Punti            | Squadra          |
| ---------------- | ------------------ | ---------------- | ---------------- |
| 1                | Marek Šotola       | 48               | Charlottenburg   |
| 2                | Ruben Schott       | 36               | Charlottenburg   |
| 3                | Johannes Tille     | 35               | Charlottenburg   |
| 4                | Michał Superlak    | 34               | Friedrichshafen  |
| 5                | Jordan Ewert       | 31               | Lüneburg         |
| 6                | Luciano Vicentín   | 30               | Friedrichshafen  |
| 7                | Randy DeWeese      | 29               | Netzhoppers      |
| 7                | Marcin Ernastowicz | 29               | Dürener          |
| 9                | Anton Brehme       | 27               | Charlottenburg   |
| 9                | Fedor Ivanov       | 27               | Giesen           |